# Henry Romero
Henry Javier Romero Ventura (Santa Rosa de Lima, 17 ottobre 1991) è un calciatore salvadoregno, centrocampista dell'Alianza.

## Statistiche

### Cronologia presenze e reti in nazionale
| Cronologia completa delle presenze e delle reti in nazionale ― El Salvador | Cronologia completa delle presenze e delle reti in nazionale ― El Salvador | Cronologia completa delle presenze e delle reti in nazionale ― El Salvador | Cronologia completa delle presenze e delle reti in nazionale ― El Salvador | Cronologia completa delle presenze e delle reti in nazionale ― El Salvador | Cronologia completa delle presenze e delle reti in nazionale ― El Salvador | Cronologia completa delle presenze e delle reti in nazionale ― El Salvador | Cronologia completa delle presenze e delle reti in nazionale ― El Salvador |
| Data                                                                       | Città                                                                      | In casa                                                                    | Risultato                                                                  | Ospiti                                                                     | Competizione                                                               | Reti                                                                       | Note                                                                       |
| -------------------------------------------------------------------------- | -------------------------------------------------------------------------- | -------------------------------------------------------------------------- | -------------------------------------------------------------------------- | -------------------------------------------------------------------------- | -------------------------------------------------------------------------- | -------------------------------------------------------------------------- | -------------------------------------------------------------------------- |
| 30-8-2014                                                                  | San Salvador                                                               | El Salvador                                                                | 2 – 0                                                                      | Rep. Dominicana                                                            | Amichevole                                                                 | -                                                                          | 46’                                                                        |
| 14-11-2014                                                                 | San Salvador                                                               | El Salvador                                                                | 1 – 3                                                                      | Panama                                                                     | Amichevole                                                                 | -                                                                          |                                                                            |
| 18-11-2014                                                                 | Managua                                                                    | Nicaragua                                                                  | 0 – 2                                                                      | El Salvador                                                                | Amichevole                                                                 | -                                                                          | 90+2’                                                                      |
| 31-6-2015                                                                  | Washington                                                                 | Honduras                                                                   | 2 – 0                                                                      | El Salvador                                                                | Amichevole                                                                 | -                                                                          | 90+2’                                                                      |
| 8-9-2015                                                                   | San Salvador                                                               | El Salvador                                                                | 1 – 0                                                                      | Curaçao                                                                    | Qual. Mondiali 2018                                                        | -                                                                          | 57’                                                                        |
| 13-10-2015                                                                 | Los Angeles                                                                | Guatemala                                                                  | 1 – 1                                                                      | El Salvador                                                                | Amichevole                                                                 | -                                                                          |                                                                            |
| 13-11-2015                                                                 | Città del Messico                                                          | Messico                                                                    | 3 – 0                                                                      | El Salvador                                                                | Qual. Mondiali 2018                                                        | -                                                                          |                                                                            |
| 17-11-2015                                                                 | San Salvador                                                               | El Salvador                                                                | 0 – 0                                                                      | Canada                                                                     | Qual. Mondiali 2018                                                        | -                                                                          |                                                                            |
| 17-2-2016                                                                  | Panama                                                                     | Panama                                                                     | 1 – 0                                                                      | El Salvador                                                                | Amichevole                                                                 | -                                                                          | 82’                                                                        |
| 2-3-2016                                                                   | Città del Guatemala                                                        | Guatemala                                                                  | 1 – 0                                                                      | El Salvador                                                                | Amichevole                                                                 | -                                                                          | 37’ 87’                                                                    |
| 10-3-2016                                                                  | Managua                                                                    | Nicaragua                                                                  | 1 – 1                                                                      | El Salvador                                                                | Amichevole                                                                 | -                                                                          | 71’                                                                        |
| 25-3-2016                                                                  | San Salvador                                                               | El Salvador                                                                | 2 – 2                                                                      | Honduras                                                                   | Qual. Mondiali 2018                                                        | -                                                                          |                                                                            |
| 29-3-2016                                                                  | San Pedro Sula                                                             | Honduras                                                                   | 2 – 0                                                                      | El Salvador                                                                | Qual. Mondiali 2018                                                        | -                                                                          |                                                                            |
| 7-9-2016                                                                   | Vancouver                                                                  | Canada                                                                     | 3 – 1                                                                      | El Salvador                                                                | Qual. Mondiali 2018                                                        | -                                                                          | 89’                                                                        |
| 13-1-2017                                                                  | Panama                                                                     | Costa Rica                                                                 | 0 – 0                                                                      | El Salvador                                                                | Coppa Centroamericana 2017 - Fase a gironi                                 | -                                                                          |                                                                            |
| 15-1-2017                                                                  | Panama                                                                     | El Salvador                                                                | 1 – 2                                                                      | Honduras                                                                   | Coppa Centroamericana 2017 - Fase a gironi                                 | -                                                                          |                                                                            |
| 17-1-2017                                                                  | Panama                                                                     | El Salvador                                                                | 3 – 1                                                                      | Belize                                                                     | Coppa Centroamericana 2017 - Fase a gironi                                 | 1                                                                          | 34’                                                                        |
| 20-1-2017                                                                  | Panama                                                                     | Panama                                                                     | 1 – 0                                                                      | El Salvador                                                                | Coppa Centroamericana 2017 - Fase a gironi                                 | -                                                                          | 90’                                                                        |
| 22-3-2017                                                                  | Willemstad                                                                 | Curaçao                                                                    | 1 – 1                                                                      | El Salvador                                                                | Amichevole                                                                 | -                                                                          | 13’                                                                        |
| 27-5-2017                                                                  | Washington                                                                 | El Salvador                                                                | 2 – 2                                                                      | Honduras                                                                   | Amichevole                                                                 | -                                                                          | 46’ 81’                                                                    |
| 13-6-2017                                                                  | Harrison                                                                   | Ecuador                                                                    | 3 – 0                                                                      | El Salvador                                                                | Amichevole                                                                 | -                                                                          | 79’                                                                        |
| 9-7-2017                                                                   | San Diego                                                                  | Messico                                                                    | 3 – 1                                                                      | El Salvador                                                                | Gold Cup 2017 - 1º turno                                                   | -                                                                          |                                                                            |
| 13-7-2017                                                                  | Denver                                                                     | El Salvador                                                                | 2 – 0                                                                      | Curaçao                                                                    | Gold Cup 2017 - 1º turno                                                   | -                                                                          |                                                                            |
| 16-7-2017                                                                  | San Antonio                                                                | Giamaica                                                                   | 1 – 1                                                                      | El Salvador                                                                | Gold Cup 2017 - 1º turno                                                   | -                                                                          |                                                                            |
| 19-7-2017                                                                  | Filadelfia                                                                 | Stati Uniti                                                                | 2 – 0                                                                      | El Salvador                                                                | Gold Cup 2017 - Quarti di finale                                           | -                                                                          | 82’                                                                        |
| 14-11-2024                                                                 | San Salvador                                                               | El Salvador                                                                | 1 – 0                                                                      | Bonaire                                                                    | CONCACAF Nations League 2024-2025 - 1º turno                               | -                                                                          |                                                                            |
| 31-5-2025                                                                  | Chattanooga                                                                | El Salvador                                                                | 1 – 1                                                                      | Guatemala                                                                  | Amichevole                                                                 | -                                                                          | 46’                                                                        |
| 24-6-2025                                                                  | Houston                                                                    | Canada                                                                     | 2 – 0                                                                      | El Salvador                                                                | Gold Cup 2025 - 1º turno                                                   | -                                                                          |                                                                            |
| Totale                                                                     |                                                                            | Presenze                                                                   | 28                                                                         |                                                                            | Reti                                                                       | 1                                                                          |                                                                            |